# Tiffiney Yazzie
Tiffiney Yazzie, née en 1985, est une artiste photographe originaire de la réserve Navajos, en Arizona.

## Biographie
Née au cœur du Salt People Clan, Tiffiney Yazzie grandit à Chinle. Elle appartient ensuite au clan Yucca Fruit Strung Out in a Line. Elle est titulaire d’un baccalauréat en photographie, et d’un baccalauréat en histoire de l'art du Herberger Institute for Design and the Arts de l'Université d'État de l'Arizona,.  
En 2012, Tiffiney Yazzie est nommée artiste résidente de la fondation Harpo. Le travail de la photographe se concentre sur les systèmes uniques et complexes liés à notre existence. Les portraits à grande échelle de sa mère, Rosita, servent à explorer notamment l'élément matriarcal qui traverse de nombreuses tribus amérindiennes. 
Ses photographies sont exposées dans de nombreuses expositions locales et internationales tels au New Mexico Museum of Art à Santa Fe, la Berlin Gallery du Heard Museum à Phoenix, le National Museum of the American Indian de New York ou l'Institut des arts indiens américains de Santa Fe,,,.
Tiffiney Yazzie vit et travaille actuellement à Tempe, en Arizona.

## Expositions
Parmi une liste non exhaustive :
- An Equation of the Fanciful and Bizarre, Northlight Gallery, Herberger Institute for the Design and the Arts, Université d'État de l'Arizona, Tempe, 2010
- Viewing Space Winter Exhibition (Diné Bikéyah: Familiar Views, Foreign Eyes), Office of Student, Success, Herberger Institute for the Design and the Arts, Université d'État de l'Arizona, Tempe, 2010[7],[8]
- ELSEWHERE, Northlight Gallery, Herberger Institute for the Design and the Arts, Université d'État de l'Arizona, Tempe, 2010
- Map(ing) : Working Proof, Night Gallery, Herberger Institute for the Design and the Arts, Université d'État de l'Arizona, Tempe, 2011[9]
- Diné Bikéyah: Familiar Views, Foreign Eyes, Olney Gallery, Phoenix,  2011
- Pulsewidth, Gallery 100, Herberger Institute for the Design and the Arts, Université d'État de l'Arizona, Tempe, 2011
- Tiffiney Yazzie, New Mexico Museum of Art, Santa Fe, Nouveau-Mexique, 12 août 2011-8 janvier 2012[10]
- Visions and Visionaries, Institut des arts indiens américains, Santa Fe, 20 août 2015 - 6 juillet 2017[11]